# Ramsès XI
Ramsès XI (Khâemouaset Méryamon Netjerhéqaiounou) est le dixième et dernier pharaon de la XXe dynastie vers 1103 à 1069 avant l'ère chrétienne. Il succède à Ramsès X et précède Nesbanebdjed Ier (Smendès), premier roi de la XXIe dynastie tanite.
C'est le pharaon qui eut un des règnes les plus longs depuis Ramsès III, cependant son règne est loin d'être aussi brillant que celui de son ancêtre. On peut même dire qu'il marqua la fin de l'Empire égyptien, à l'extérieur comme à l'intérieur du pays. Cette période est frappée par l'effondrement de l'autorité nationale, la crise économique, le pillage des tombeaux royaux, la famine et pour finir la guerre civile.

## Généalogie

### Parents
Supposé être fils de Ramsès X et de la reine Tyti (« fille du roi », « épouse du roi » et « mère du roi »), cette filiation est remise en cause depuis les années 2000 par le replacement chronologique et généalogique de Tyti à l'époque de Ramsès III. Toujours est-il qu'il n'est aucunement invraisemblable que Ramsès XI soit le fils de Ramsès X.

### Le casTentamon
Le papyrus funéraire de la reine Hénouttaouy Ire indique donc qu'elle est la fille d'un roi non nommé et d'une reine nommée Tentamon, elle-même fille d'un certain Nebseny,. Or, le Rapport d'Ounamon fait d'une reine Tentamon l'épouse du roi Nesbanebdjed Ier, où elle est d'ailleurs décrite comme « organisatrice de la terre ». Deux théories ont été proposées :
- les ouvrages de Kenneth Anderson Kitchen[7] ainsi que celui d’Aidan Mark Dodson et Dyan Hilton[8] ont proposé deux Tentamon, la première (celle du papyrus funéraire) étant la mère d'Hénouttaouy Ire et l'épouse de Ramsès XI, et la seconde (celle du Rapport d'Ounamon) étant l'épouse de Nesbanebdjed Ier ; dans cette hypothèse, la première Tentamon est d'ailleurs la mère de la seconde Tentamon ;
- l'ouvrage de Frédéric Payraudeau[9] préfère l'option où il n'y a qu'une seule Tentamon, à la fois épouse de Nesbanebdjed Ier et mère d'Hénouttaouy Ire, tout en exprimant l'hypothèse qu'elle pouvait avoir des origines royales ramessides car, premièrement, elle semble jouer un rôle important dans le Rapport d'Ounamon[5] et, deuxièmement, Psousennès Ier, fils d'Hénouttaouy Ire et donc petit-fils de Tentamon, porte le surnom de Ramsès[4].

### Nedjemet et Hereret
Nedjemet, personnage féminin important de la fin de la XXe dynastie et du début de la XXIe dynastie, est décrite sur son papyrus funéraire comme étant mère d'un roi et comme fille d'une dame nommée Hereret, elle-même mère d'un roi. Plusieurs propositions généalogiques ont été formulées, l'une d'elle, toutefois peu suivie, faisant d'Hereret la mère de Ramsès XI et Nedjemet sa sœur.

## Règne

### Durée de règne
La durée de son règne est très fluctuante en fonction des auteurs, les dernières recherches font plutôt opter pour une période entre vingt-neuf et trente-trois ans. Dans un papyrus, BM 9997, il est affirmé que Ramsès XI vécut au moins ses 32e et 33e années de règne (ou 14e et 15e de l'« ère de la Renaissance » ou Ouhem-mésout). Cependant, il faut souligner qu'aucun élément de preuve de célébration de fêtes Heb Sed n'a été trouvé comme cela aurait dû être le cas. À l'heure actuelle, seule la proposition du papyrus BM 10054, qui date l'an XXVIII de Ramsès XI (ou l'an X de l'« ère de la Renaissance ») a été confirmé par les égyptologues tels que Jürgen von Beckerath et Annie Gasse, laquelle a étudié plusieurs fragments nouvellement découverts appartenant à ce document. Frédéric Payraudeau indique que Piânkh a dû mourir aux environs de la 29e année, tandis qu'Hérihor, qui lui a succédé et qui a fait décorer la salle hypostyle du temple de Khonsou à Karnak avec la représentation du roi Ramsès XI, indique que cette décoration a nécessité vraisemblablement une année, ce qui mène à un règne de trente ans.

### Première partie de règne
Peu de choses sont connues de cette première partie de règne. Panéhésy, fils royal de Koush, prend le contrôle de la région thébaine entre l'an XII et l'an XVII, s'opposant au grand prêtre d'Amon Amenhotep, en poste depuis l'an IX du règne de Ramsès IX. Le temple funéraire de Ramsès III à Médinet Habou est pris d'assaut, tandis que les soldats nubiens de Panéhésy pille la nécropole thébaine, y compris les tombes royales. C'est peut-être en l'an XVII justement que Panéhésy, outrepassant ses fonctions, démet de son poste Amenhotep de manière brutale et pousse son armée jusqu'à Hardaï en Moyenne-Égypte, entraînant alors une guerre entre Panéhésy et les forces envoyées par Ramsès XI. Le commandant de cette armée n'est pas connu, mais il pourrait s'agir de Piânkh car c'est lui l'homme fort de la région après la guerre. Cette guerre semble durer de l'an XVII à l'an XIX, car c'est à cette date qu'un nouveau système de datation est mis en place : l'ère Ouhem-mésout, soit « Renouvellement des naissances ».

### Ouhem-mésout
Après cet évènement, une nouvelle ère commence, nommée Ouhem-mésout, soit « Renouvellement des naissances ». Des procès contre les pilleurs de tombes sont organisées au début de la nouvelle ère, procès présidés par des fonctionnaires royaux comme l'intendant et échanson Yenès, le vizir Nebmaâtrênakht II et le trésorier et chef des greniers Nebmaâtrênakht. Piânkh semble être l'homme fort de cette période à Thèbes, a minima de l'an VI à l'an X de l'ère Ouhem-mésout, soit de l'an XXIV à l'an XXVIII du règne. Il devient d'ailleurs fils royal de Koush après l'expulsion de Panéhésy puis grand prêtre d'Amon au plus tard en l'an VII de l'ère Ouhem-mésout. Il organise d'ailleurs une expédition vers l'an X de l'ère Ouhem-mésout pour rencontrer Panéhésy, sans que ce dernier ne soit décrit comme un ennemi. Dans la lettre n° 301 adressée à Panéhésy, mieux connue sous le nom de LRL no. 21, Piânkh parle du pharaon de manière dénigrante : « Quant au pharaon comment atteindra t'il [sic] cette terre ? Et de qui est-il encore le supérieur ? ». Piânkh meurt juste après la campagne en Nubie et juste avant la fin du règne de Ramsès XI. 
Hérihor, qu'on a parfois fait le prédécesseur de Piânkh, fautivement semble-t-il, devient l'homme fort de Thèbes et reprend l'ensemble des fonctions de Piânkh, incluant le titre de grand prêtre d'Amon et fils royal de Koush. Hérihor fait d'ailleurs décoré la salle hypostyle du temple de Khonsou à Karnak en représentant Ramsès XI, même si Hérihor se présente comme l'égal du roi. Il est à noter qu'aucun des documents d'Hérihor ne mentionne de date ou l'ère Ouhem-mésout, ce qui a fait croire à certains qu'il était grand prêtre d'Amon puis roi sous le règne de Ramsès XI.

### Fin de règne
Ramsès XI meurt en toute discrétion. S'étant fait enterrer en Basse-Égypte par Nesbanebdjed Ier, ce dernier accède à la royauté d'Égypte, selon la coutume bien connue qui veut que celui qui enterre le roi hérite du trône. Nesbanebdjed Ier ayant enterré Ramsès XI, il pouvait légalement assumer la couronne d'Égypte et inaugurer la XXIe dynastie depuis sa ville natale de Tanis, même s'il ne contrôlait pas la Moyenne et la Haute-Égypte, qui étaient désormais entre les mains des grands prêtres d'Amon à Thèbes.

## Sépulture
Au cours de cette période troublée, Ramsès XI meurt dans des circonstances inconnues. Bien qu'il se soit fait préparer une tombe dans la Vallée des Rois (KV4), celle-ci est restée inachevée et n'a été que partiellement décorée, car Ramsès XI a préféré ne pas se faire enterrer dans ce tombeau, mais plutôt en Basse-Égypte. 
La tombe de ce pharaon présente toutefois des caractéristiques inhabituelles, notamment quatre piliers rectangulaires, plutôt que carrés, dans sa chambre funéraire et un puits funéraire central extrêmement profond - de plus de 10 mètres - qui a peut-être été conçu comme un dispositif de sécurité supplémentaire pour empêcher le pillage de la tombe. Sous la XXIe dynastie, sous le règne du grand prêtre d'Amon de Thèbes Pinedjem Ier, la tombe de Ramsès XI servit d'atelier pour le traitement du matériel funéraire provenant des sépultures d'Hatchepsout, de Thoutmôsis III et peut-être de Thoutmôsis Ier. La tombe de Ramsès XI est restée ouverte depuis l'Antiquité et a servi d'habitation aux Coptes.